# Alsóújlak
Alsóújlak is een plaats (község) en gemeente in het Hongaarse comitaat Vas. Alsóújlak telt 621 inwoners (2001).